# دوري الدرجة الأولى الأرجنتيني 1900
دوري الدرجة الأولى الأرجنتيني 1900 (بالإسبانية: Campeonato de Primera División 1900)‏ هو الموسم 9 من دوري الدرجة الأولى الأرجنتيني. أشرف على تنظيمه اتحاد الأرجنتين لكرة القدم، وكان عدد الأندية المشاركة فيه 4، وفاز فيه Alumni Athletic Club ‏.